# Ди Лольо, Лаутаро
Лаутаро Федерико Ди Лольо (исп. Lautaro Federico Di Lollo; род. 10 марта 2004, Буэнос-Айрес) — аргентинский футболист, защитник клуба «Бока Хуниорс».

## Клубная карьера
Ди Лольо — воспитанник клуба «Бока Хуниорс». 4 апреля 2024 года в поединке Южноамериканского кубка против боливийского «Насьональ Потоси» он дебютировал за основной состав.

## Международная карьера
В 2023 году в составе молодёжной сборной Аргентины Ди Лольо принял участие в молодёжном чемпионате Южной Америки в Колумбии. На турнире он сыграл в матчах против сборных Бразилии, Колумбии и Парагвая. 
В том же году Ди Лольо принял участие в домашнем молодёжном чемпионате мира. На турнире он сыграл в матчах против команд Узбекистана и Гватемалы, Новой Зеландии. 